# IC 1900
IC 1900 је лентикуларна галаксија у сазвјежђу Персеј која се налази на листи објеката дубоког неба у Индекс каталогу.
Деклинација објекта је + 37° 9' 17" а ректасцензија 3h 15m 55,2s. Привидна величина (магнитуда) објекта IC 1900 износи 14,0 а фотографска магнитуда 15,0. IC 1900 је још познат и под ознакама MCG 6-8-7, CGCG 525-13, NPM1G +36.0098, PGC 12124.